# Minato-ku
Minato-ku ((港区) é um dos bairros da cidade de Nagoya, uma das principais cidades japonesas. A tradução de minato é Porto. A região de minato é a zona portuária de nagoya. Destaca-se em minato o Aquário de Nagoya, o shopping Italia Mura, o Kinjo Pier, local de exposição e show. Neste bairro há uma grande concentração de brasileiros.
O bairro possui uma enorme gama de lojas especializadas na venda de produtos brasileiros e um conhecido conjunto habitacional de nome Kyu Ban Danchi, onde centenas de brasileiros residem e trabalham.

## Educação
O bairro possui uma escola internacional brasileira, o Colégio Brasil Japão Prof. Shinoda.

## Transporte
Porto de Nagoia